# Mauritania

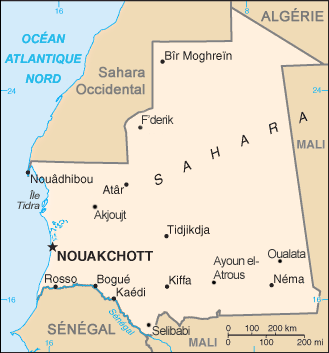
Mauritania

Mauritania (în arabă موريتانيا}, transliterat: Mūrītānyā; în berberă: Muritanya sau Agawej; în wolof: Gànnaar; în soninke: Murutaane; în pulaar: Moritani), oficial Republica Islamică Mauritania, este o țară din regiunea Maghreb, în nord-vestul Africii, mărginită cu Oceanul Atlantic în vest, Senegal în sud-vest, Mali în est și sud-est, Algeria în nord-est și Sahara de Vest (teritoriu controlat de Maroc) în nord. Numele de „Mauritania” provine de la „Mauretania”, vechi regat berber.
Mauritania este a 28-a țară ca suprafață din lume. 94% din teritoriul țării se află în Deșertul Sahara, aici găsindu-se și „Ochiul Saharei”. Capitala și cel mai mare oraș al țării este Nouakchott, localizat pe coasta atlantică.
Economia țării este bazată în principal pe agricultură și pescuit, dar țara dispune și de resurse naturale bogate. Cultural și politic, Mauritana este un stat arab. Face parte din Liga Arabă, limba oficială este araba, iar religia oficială este islamul, majoritatea locuitorilor fiind sunniți.

## Istorie

### Istoria antică
Cu câteva mii de ani î.e.n., partea sudică a Mauritaniei moderne era locuită de popoare de rasă negroidă, care se ocupau cu vânatul și agricultura.
În mileniul I e.n. de la nord a început popularea treptată de către berberi crescători de animale, care le-au împins pe popoarele de culoare spre sud.

### Evul Mediu
Începând cu secolul XI a început procesul de arabizare și islamizare a populației. Arabii au ocupat o poziție dominantă în țară, impunându-și puterea asupra negrilor și berberilor (triburile tukuler, soninke, volof). Berberii și negrii au preluat de la arabi limba și viața de familie. Centrul principal al țării a devenit oaza Șingheti (Shingetti), iar țara a început să se numească Tabr-al-Bidan («Pământul albilor»).
Printre primii europenii care și-au făcut apariția în Mauritania în secolul al XV-lea, au fost negustorii de sclavi portughezi. Spre sfârșitul sec XVII — începutul XVIII s-au format emiratele Trarza, Brakna, Tagant, Adrar. La începutul secolului al XX-lea, Franța a ocupat regiunea centrală și de nord a Mauritaniei iar în 1920, Mauritania a fost inclusă în Africa Occidentală Franceză.
În 1958 Mauritania a fost declarată republică autonomă în cadrul Comunității Franceze sub denumirea oficială de Republica Islamică Mauritania iar în 1960 stat independent.
Vezi și:
- Imperiul colonial francez

## Politică
Mauritania este o republică parlamentară. Șeful statului este președintele, ales pe un termen de 5 ani. Primele alegeri prezidențiale democratice au avut loc la 11 martie 2007. Alegerile parlamentare și municipale au avut loc la 19 noiembrie și 3 decembrie 2006.

## Diviziuni administrative
Vezi și:
- Lista diviziunilor administrative ale țărilor din Africa

## Geografie
Mauritania este o țară din Africa de vest. Suprafața e de 1 030 700 km2.
Ea posedă frontiere cu Algeria (463 km), Sahara occidentală (1 561 km), Mali (2 237 km) și Senegal. Frontierele au fost trasate de către colonizatorii francezi, ceea ce explică liniile drepte, în afară de fluviul Senegal care constituie frontiera naturală între Mauritania și Senegal. La vest e mărginită de către oceanul Atlantic (700 km).
Mauritania se divizează în 4 regiuni naturale:
- De-a lungul coastei atlantice se întinde un mare deșert nisipos, Sahara.
- Regiunea centrală e traversată de platouri abrupte: la est se găsesc mari dune de nisip.
- Fluviul Senegal a săpat o vale de-a lungul frontierei sudice a țării.
- Mauritania este la fel traversată de către Karakoro.

Estul țării e constituit din zone de pășune, în timp ce sudul constitue o zonă agricolă datorită afluenților fluviului Senegal.
Majoritatea teritoriului se situează în deșertul Sahara cu câmpii și relief puțin accidentat în regiunea unor roci. Cu toate acestea, la nord, există platouri înalte cu un vârf de până la 915 m altitudine : muntele Kedia d'Idjil. În centrul țării, cuveta Hodh este bordată la sud-est de platouri de gresie (Adrar, Tagant).
Vezi și:
- Lista țărilor după punctul de maximă altitudine

## Economie
Mauritania intră în numărul celor mai slab dezvoltate țări din punct de vedere economic. PIB/loc în anul 2009 — 2100 $ (locul 185 în lume). 40% din populație trăiește sub nivelul sărăciei. Nivelul șomajului — 30 % (în 2008).
Agricultura — 50 % populație activă (12,5 % PIB) — zootehnie (oi, capre, vaci, cămile); mei, sorg, orez, porumb; pescuit.
Industrie — 10 % populație activă (47 % PIB) — extragerea minereurilor de fier, cupru, aur, prelucrarea peștelui.
Sfera serviciilor — 40 % populație activă, 40,5 % PIB.

### Comerțul extern
Export — 1,4 mld $ (în 2006): minereuri de fier, pește și produse din pește, aur, concentrat de cupru.
Principalii importatori — China 41,6 %, Franța 10,4 %, Spania 7,1 %, Italia 7 %, Olanda 5,4 %, Belgia 4,7 %.
Import — 1,5 mld $ (în 2006у): mașini și utilaje, produse petroliere, alimente, mărfuri de consum.
Principalii exportatori — Franța 17 %, China 8,9 %, Olanda 6,5 %, Spania 6,1 %, Belgia 5,5 %, SUA 5,1 %.
Este membră a organizației internaționale ACP.

## Patrimoniu mondial UNESCO
Până în anul 2024 pe lista patrimoniului mondial UNESCO au fost incluse 2 obiective din această țară: Parcul Național Banc d'Arguin și localitățile Ouadane, Chinguetti, Tichitt și Oualata din Sahara.